# アルバロ・ピノ
アルバロ・ピノ（Álvaro Pino、1956年8月17日 - ）は、スペイン、ポンテアレーアス出身の元自転車競技（ロードレース）選手。現在は、シャコベオ・ガリシアのレースディレクター。

## 経歴
1981年にプロへ転向。1986年のブエルタ・ア・エスパーニャでは、ロバート・ミラーとの競り合いを制して総合優勝を果たした。またブエルタでは、区間通算5勝をマークした。タイプはクライマー。
ケルメに移籍した1991年に現役を引退。翌1992年、レースディレクターとしてそのままケルメに残った。以後フォナック、シャコベオ・ガリシアと遍歴し、ロードレースのチーム運営に携わっている。

## 主な戦績
1982
ブエルタ・ア・エスパーニャ 総合10位
1983
ブエルタ・ア・エスパーニャ 総合4位
1984
ブエルタ・ア・エスパーニャ 総合4位
1985
ブエルタ・ア・エスパーニャ 総合8位
1986
 ブエルタ・ア・エスパーニャ 総合優勝（区間1勝＝第21）
カタルーニャ一周 総合2位
1987
カタルーニャ一周 総合優勝
1988
ツール・ド・フランス 総合8位
ブエルタ・ア・エスパーニャ 山岳賞、総合8位（区間2勝＝第8、第9）
1989
カタルーニャ一周 総合3位
ブエルタ・ア・エスパーニャ 総合5位（区間1勝＝第17）
ツール・ド・フランス 総合16位